# Dưa Bạch Lan

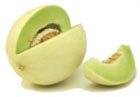
Hình Dưa Bạch Lan

Dưa Bạch Lan (tiếng Trung: 白兰瓜) là một loại dưa nổi tiếng ở địa phương được trồng gần Lan Châu, tỉnh Cam Túc, Cộng hòa Nhân dân Trung Hoa. Đây là một loại dưa lê, hình cầu đến gần giống dạng cầu và thường có vỏ màu trắng với thịt ngọt, màu trắng hoặc xanh nhạt. Trong các bức ảnh, quả dưa có màu vàng nhạt, cam hoặc trắng, với thịt màu xanh nhạt hoặc vàng mơ, khiến nó có hình dáng tương tự như các loại dưa khác trong nhóm trồng dưa thật. Nó cũng nặng do mật độ của thịt bên trong quả. Giống như các loại dưa lê khác, dưa Bạch Lan rất giàu Vitamin C và protein.
Theo nguồn tài liệu của phía Trung Quốc, loại dưa này được Phó Tổng thống Hoa Kỳ Henry A. Wallace giới thiệu đến Trung Quốc, chính ông đã tặng hạt dưa cho người dân địa phương khi đến thăm vào thập niên 1940. Wallace có nền tảng về nông nghiệp và đã thành lập một công ty hạt giống lớn mang tên Pioneer Hi-Bred. Đây là lý do tại sao người Trung Quốc đôi khi gọi loại dưa này là Hoa Lai Sĩ (tiếng Trung: 华莱士; phát âm phỏng theo tên "Wallace").

## Dưỡng chất
Giống như một loại dưa, dưa Bạch Lan chứa các hợp chất hoạt tính sinh học (BC) như polyphenol, carotenoid và axit béo. Dưa được coi là phương pháp chữa bệnh tự nhiên có vai trò phòng ngừa các bệnh mãn tính.